# 수령능력
수령능력(受領能力, capacity of acceptance)은 의사표시를 수령할 수 있는 자격이다. 행위능력이 능동적으로 의사표시를 할 수 있는 반면 수령능력은 수동적으로 의사표시를 받을 수 있는 능력이다. 수령능력은 행위능력과 대비되는 개념이므로 행위능력이 없으면 수령능력도 없다. 수령능력이 없는 자를 수령무능력자라고 하며 수령무능력자에게 의사표시를 수령하여도 상대방은 의사표시의 도달을 주장할 수 없다. 수령무능력자에 대한 의사표시는 그의 법정대리인에게 하여야 효력이 발휘되지만 법정대리인이 본인에게 의사표시가 도달하였음을 안 이후에는 의사표시의 도달을 주장할 수 있다.